# Skagershults församling
Skagershults församling är en församling i Södra Närkes kontrakt, Strängnäs stift. Församlingen ligger i Laxå kommun och ingår i Bodarne pastorat. 

## Administrativ historik
Församlingen bildades före 1647 genom en utbrytning ur Tångeråsa församling.
Församlingen ingick till 1647 i pastoratet Viby, Tångeråsa och Skagershult för att därefter till 1862 utgöra ett eget pastorat. Från 1862 till 1962 var församlingen åter annexförsamling i pastoratet Viby, Tångeråsa och Skagershult. Från 1962 till 1969  var den annexförsamling i pastoratet Kvistbro och Skagershult, för att från 1969 till 2014 vara annexförsamling i pastoratet Ramundeboda och Skagershult. Från 2014 ingår församlingen i Bodarne pastorat.

## Kyrkor
- Skagershults kyrka
- Skagershults gamla kyrka
- Emiliakapellet